# Ганс Петрі
Ганс Петрі (нім. Hans Petri; 23 вересня 1877, Берлін — 5 травня 1945, Штайнгефель) — німецький воєначальник, генерал піхоти вермахту. Кавалер ордена Pour le Mérite.

## Біографія
Син гауптмана інженерних частин Прусської армії. Після закінчення кадетського корпусу 7 березня 1896 року вступив в Прусську армію. Учасник Першої світової війни. В 1919 році був членом фрайкору у Верхній Сілезії. Після демобілізації армії залишений в рейхсвері. 30 вересня 1931 року вийшов у відставку.
25 жовтня 1939 року переданий в розпорядження вермахту і призначений командиром дивізії №402, займав цю посаду до 31 січня 1940 року. З 7 червня 1940 року — командир 272-ї, з 5 жовтня 1940 року — 192-ї піхотної дивізії. 1 квітня 1942 року відправлений в резерв фюрера, 31 травня звільнений у відставку. 3 березня 1945 року заарештований радянськими військами. За офіційною версією, наклав на себе руки в таборі.

## Сім'я
Батько акторки Ільзи Петрі.

## Звання
- Другий лейтенант (7 березня 1896)
- Оберлейтенант
- Гауптман
- Майор
- Оберстлейтенант (15 квітня 1923; патент від 15 листопада 1922)
- Оберст (1 березня 1927)
- Генерал-майор (1 листопада 1930)
- Генерал-лейтенант запасу (30 вересня 1931)
- Генерал піхоти запасу (27 серпня 1939)
- Генерал-лейтенант до розпорядження (1 лютого 1941)
- Генерал піхоти до розпорядження (1 квітня 1942)

## Нагороди
- Столітня медаль
- Залізний хрест 2-го і 1-го класу
- Королівський орден дому Гогенцоллернів, лицарський хрест з мечами
- Нагрудний знак «За поранення» в золоті — отримав 5 поранень.
- Pour le Mérite (28 жовтня 1918)
- Хрест «За вислугу років» (Пруссія)
- Почесний хрест ветерана війни з мечами